# Smolno Wielkie
Smolno Wielkie – wieś w Polsce, położona w województwie lubuskim, w powiecie zielonogórskim, w gminie Kargowa.
W latach 1975–1998 wieś administracyjnie należała do województwa zielonogórskiego.
| SIMC    | Nazwa       | Rodzaj     |
| ------- | ----------- | ---------- |
| 0910044 | Smolno Małe | przysiółek |

## Historia
Wieś Smolno Wielkie (Schmoellen, Gross Schmoellen, Smólno) leży nad rzeką Obrzycą, dopływem Odry. W pobliżu miejscowości znajduje się jezioro Wojnowskie (w odległości 3 km na północ). Sama wieś liczy około 700 lat. Pierwsze stulecia istnienia wsi nie są bliżej opisane. Pierwsze znane zapiski pochodzą z roku 1458, kiedy to niejaki Hans Sucko wspomina o posiadłości Schmoellen, przejętej przez rodzinę von Schenckendorff. Rodzina ta była właścicielem miejscowych dóbr aż do roku 1817, kiedy to po kampanii napoleońskiej zmuszona została do opuszczenia swego majątku. Wieś Smolno Wielkie była przed wojną bardzo dobrze zorganizowana, znajdowało się tu wiele zakładów usługowych, takich jak: piekarnia, kuźnia, dwie masarnie, młyn, który znajdował się w przysiółku Smolno Małe, co najmniej dwa sklepy spożywczo-przemysłowe, restauracja Waldimara Schulza, gospoda Nagela. We wsi znajdowała się stacja kolejowa, otwarta w 1907 roku; sala ludowa, szkoła - dziś nieistniejąca. Ostatnim właścicielem miejscowego folwarku był von Einem. 

## Zabytki
Do wojewódzkiego rejestru zabytków wpisany jest:
- kościół ewangelicki, obecnie rzymskokatolicki parafialny pod wezwaniem Chrystusa Króla, neogotycki z 1854 roku; w kościele znajduje się płyta dziękczynna, ufundowana przez Christopha von Schenckendorffa, głównego fundatora kościoła ewangelickiego z roku 1680. Należy wspomnieć, że w miejscu murowanego kościoła był tu kościół drewniany i to on był zapewne zbudowany przez rodzinę Schenckendorff, kościół początkowo protestancki, po przybyciu osadników ze wschodu katolicki

inne zabytki:
- cmentarz, na którym można zobaczyć jeszcze nieliczne groby dawnych mieszkańców wsi
- zabytkowa krypta, dawny grobowiec rodzinny rodziny von Schenckendorff, usytuowany obok kościoła

zabytki nieistniejące:
- murowany pałac w stylu anglikańskim, który pozostawiła po sobie rodzina Schenckendorff, spalony i zniszczony w lutym 1945 roku.
- Grodzisko średniowieczne - numer rejestru KZA-I-14/66 z 1966-03-03; L-47/C z 2004-11-18 (stanowisko 1)